# Учами (Учамский сельсовет)
Уча́ми — посёлок в Эвенкийском районе Красноярского края.
Образует сельское поселение посёлок Учами как единственный населённый пункт в его составе. Относится к Илимпийской группе поселений.
До 2002 года согласно Закону об административно-территориальном устройстве Эвенкийского автономного округа — село.

## География
Посёлок расположен на берегу Нижней Тунгуски в 6,5 км от устья реки Учами.

## Название
Название посёлка происходит от реки Учами, что по-эвенкийски означает «Сидеть верхом на олене».

## История
К началу XX века на месте Учами было стойбище нескольких эвенкийских родов. Посёлок был основан в 1923 году.

## Население
| 2010 | 2012 | 2013 | 2014 | 2015 | 2016 | 2017 |
| ---- | ---- | ---- | ---- | ---- | ---- | ---- |
| 126  | ↘120 | ↘115 | ↘103 | ↗104 | ↗105 | ↘96  |
| 2018 | 2019 | 2020 | 2021 |      |      |      |
| ↗97  | ↘96  | ↗97  | ↘75  |      |      |      |

Национальный состав
Доля эвенков в населении посёлка составляет 85 %.

## Местное самоуправление
Согласно ст. 25 № 131 ФЗ «Об общих принципах организации местного самоуправления в Российской Федерации» в поселении с численностью жителей, обладающих избирательным правом, не более 100 человек для решения вопросов местного значения проводится сход граждан.
Сход граждан осуществляет полномочия представительного органа муниципального образования, в том числе отнесенные к исключительной компетенции представительного органа муниципального образования.
Глава посёлка
- Москвитина Наталья Григорьевна. Дата избрания: 30.04.2018 г. Срок полномочий: 4 года.

Руководители поселка
- Москвитин Григорий Алексеевич (1949—2018) — глава в 1988—2018 гг.

## Инфраструктура
В Учами имеются филиал МКОУ Тутончанская средняя школа-детский сад Учамская начальная школа-детский сад, дом культуры, четыре кочегарки (котельные), одна дизельная электростанция, два магазина, фельдшерско-акушерский пункт.

## Падение метеорита 15 марта 2019 года
15 марта 2019 года в районе поселка Учами упал метеорит. В светлое время суток в небе пролетел огромный светящийся шар, потом раздался грохот, похожий на взрыв, и задрожали стены. Спустя неделю дорожники, работающие на просёлке от Туры до посёлка Учами, объявили, что они обнаружили осколки метеорита.